# Толстой, Матвей Андреевич
Матвей Андреевич Толстой (1701—1763) — генерал-аншеф русской императорской армии.

## Биография
Родился в 1701 году, сын стольника Андрея Васильевича Толстого. 
Был произведён 24 апреля 1743 года в полковники артиллерии, в 1755 году — в генерал-поручики. С 25 декабря 1755 года был назначен командовать артиллерией.
Новатор артиллерии М. В. Данилов, обойдённый по интригам Толстого обещанным ему императрицей чином, вспоминал:
Командующий тогда артиллерией генерал Матвей Андреевич Толстой, человек величавый и гордый, и своё знание, как артиллерийское, так и фейерверочное, выше всех почитая, не хотел и слышать, чтоб кто-либо уподобился его знанию.

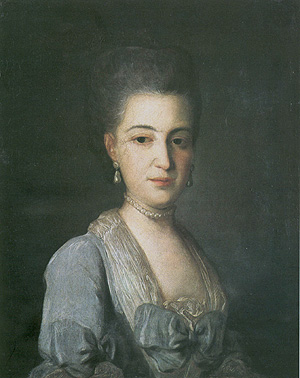
Анна Андреевна, жена

Толстой получил ранение в сражении под Гросс-Егерсдорфом 19 августа 1757 года. 28 апреля 1758 года при увольнении со службы произведен в генерал-аншефы.
По случаю коронации императрицы Екатерины II 22 сентября 1762 года награждён орденом Святого Александра Невского.
Умер в 1763 году.

## Семья
От брака (с 1742) с Анной Андреевной (1724—1769), дочерью генерал-адмирала А. И. Остермана, имел трёх сыновей-генералов и дочь:
- Иван Матвеевич (1746—1808), генерал-поручик, отец графа Остерман-Толстого.
- Фёдор Матвеевич (1748—1789), генерал-майор и масон.
- Наталья Матвеевна (1751—1816), замужем за камергером Алексем Федоровичем Сабуровым (1748—1804).
- Николай Матвеевич (1752—1828).